# Zubák
Zubák este o comună slovacă, aflată în districtul Púchov din regiunea Trenčín. Localitatea se află la altitudinea de 450 m deasupra n.m., se întinde pe o suprafață de 25,67 km2 și în 2017 număra 837 de locuitori. Se învecinează cu comuna Červený Kameň.

## Istoric
Localitatea Zubák este atestată documentar din 1259.

## Demografie
| An:                | 1994 | 2004   | 2014   | 2024   |
| ------------------ | ---- | ------ | ------ | ------ |
| Număr de persoane: | 917  | 916    | 860    | 830    |
| Diferență:         |      | −0,10% | −6,11% | −3,48% |

| An:                | 2023 | 2024   |
| ------------------ | ---- | ------ |
| Număr de persoane: | 838  | 830    |
| Diferență:         |      | −0,95% |